# Jacob Leisler
Jacob Leisler (Francoforte sul Meno, 1640 – New York, 16 maggio 1691) è stato un mercante, rivoluzionario e politico tedesco.

## Biografia
Mercante di successo, emigrato nella colonia olandese dei Nuovi Paesi Bassi nel 1660, Leisler comandò nel 1689 una rivolta (che da lui prese il nome di ribellione di Leisler) contro la dominazione degli Inglesi, che avevano assunto il controllo dei Nuovi Paesi Bassi 25 anni prima.
Iniziate nella primavera, le lotte lo portarono all'elezione a luogotenente generale della colonia; il governo rivoluzionario da lui instaurato durò circa due anni, fino al 1691, durante i quali, fra le altre cose, convocò il primo congresso intercoloniale della storia delle terre che sarebbero poi diventate gli Stati Uniti d'America.
Nel marzo del 1691 alcuni reparti inglesi, al comando del maggiore Richard Ingoldsby, iniziarono le lotte per reimpadronirsi della colonia, che portarono ad una loro rapida vittoria. Leisler, arresosi, fu processato per tradimento e giustiziato a New York il 16 maggio 1691.